# Marcin Mierzejewski
Marcin Mierzejewski (ur. 4 stycznia 1982 roku w Olsztynie) – polski siatkarz,  grający na pozycji libero.
Ma dwie córki Julię i Maję.
Na przełomie stycznia i lutego 2025 roku miał poważne problemy zdrowotne m.in miał trudności z oddychaniem. Wykryto u niego nowotwór mózgu, który był dość rzadki i rozwijał się z kanału słuchowego.

## Kariera siatkarska
Do końca sezonu 2011/2012 był zawodnikiem w Indykpolu AZS Olsztyn. W lipcu 2012 roku związał się umową z pierwszoligowym UMKS Kęczaninem Kęty, a potem z MKS-em Banimex Będzin. Karierę zawodniczą zakończył w zespole Victoria Wałbrzych wraz z końcem sezonu 2015/2016.

## Kariera trenerska
W sezonie 2016/2017 zadebiutował na ławce trenerskiej obejmując funkcję II trenera Cuprum Lubin. Rok później został asystentem Roberto Santillego w AZS Olsztyn.

## Sukcesy
Mistrzostwa Polski kadetów:
- 1997
- 1998, 1999

Mistrzostwa Polski juniorów:
- 2000

## Siatkówka plażowa
Mistrzostwa Polski Juniorów:
- 1999, 2000

### Udział w turniejach
- 2001: Mistrzostwa Świata w siatkówce plażowej juniorów
- 2002: Mistrzostwa Europy w siatkówce plażowej do lat 23